# Małyszczyzna
 Małyszczyzna (biał. Малы́шчына) – dawna wieś – od 2008 część miasta Grodno na Białorusi.

## Historia
Dawniej wieś w województwie trockim Rzeczypospolitej Obojga Narodów. W czasach zaborów w granicach Imperium Rosyjskiego, w guberni grodzieńskiej. W latach 1921–1939 wieś leżała w Polsce, w województwie białostockim, w powiecie grodzieńskim, w gminie Wiercieliszki.
Według Powszechnego Spisu Ludności z 1921 roku zamieszkiwało tu 218 osób, 195 było wyznania rzymskokatolickiego, 22 prawosławnego a 1 ewangelickiego. Jednocześnie 203 mieszkańców zadeklarowało polską przynależność narodową a 15 białoruską. Były tu 35 budynki mieszkalne.
Miejscowość należała do parafii rzymskokatolickiej i prawosławnej w Grodnie. Podlegała pod Sąd Grodzki i Okręgowy w Grodnie; właściwy urząd pocztowy mieścił się w Grodnie.
W wyniku napaści ZSRR na Polskę we wrześniu 1939 miejscowość znalazła się pod okupacją sowiecką. 2 listopada została włączona do Białoruskiej SRR. 4 grudnia 1939 włączona do nowo utworzonego obwodu białostockiego. Od czerwca 1941 roku pod okupacją niemiecką. 22 lipca 1941 r. włączona w skład okręgu białostockiego III Rzeszy. W 1944 miejscowość została ponownie zajęta przez wojska sowieckie i włączona do obwodu grodzieńskiego Białoruskiej SRR.
Od 1991 wchodzi w skład Białorusi. 24 kwietnia 2008 Małyszczyznę włączono w granice Grodna.
Na cmentarzu znajduje się grób nieznanego żołnierza Wojska Polskiego poległego w obronie Grodna we wrześniu 1939 roku.